# 清潭水塘

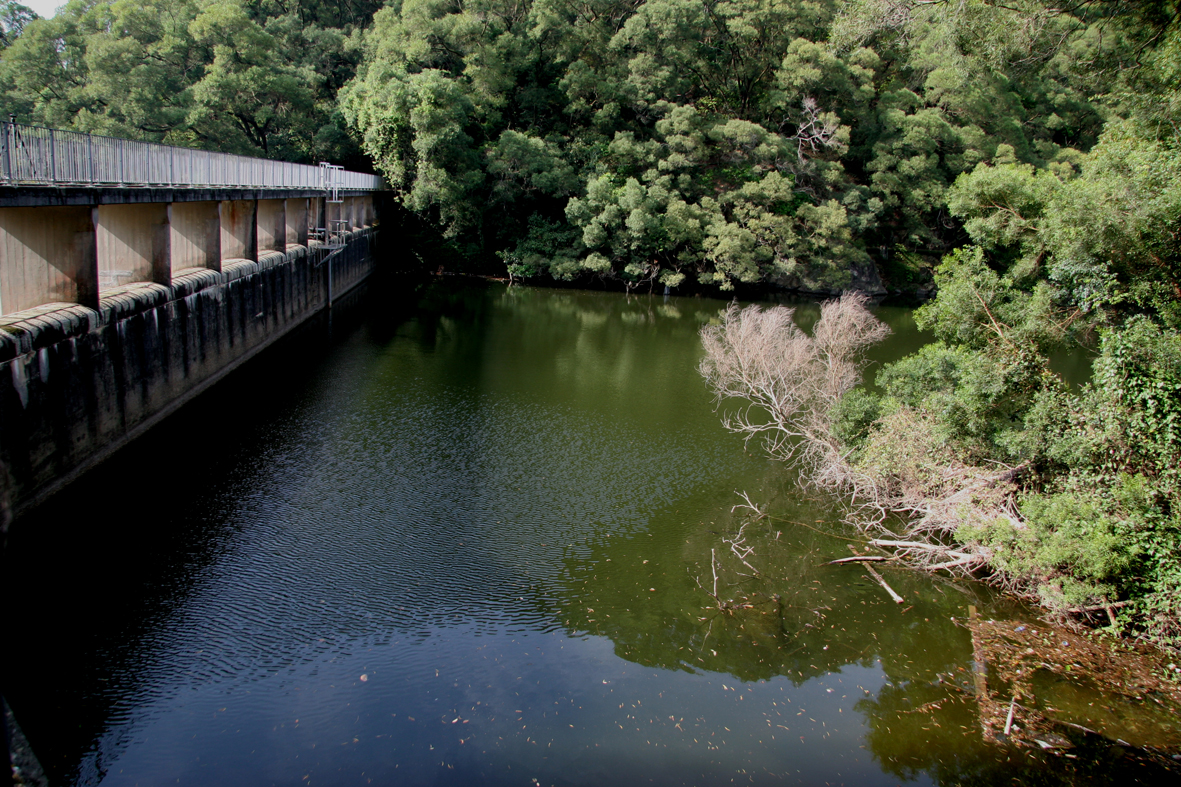
下清潭水塘

清潭水塘（英語：Tsing Tam Reservoir）分上下二塘，地處香港元朗錦田清潭村背後山谷，為錦田河上游，屬於大欖郊野公園的一部分，乃供淡水給農民灌溉之用的小水塘，兩水塘以堤壩分隔。水塘被密林重重包圍，人跡罕至，環境清幽。
1960年代，政府為了增加大欖涌水塘供水量而把錦田河截流，引水到大欖涌水塘，使錦田河中游以下水量大減，影響農民灌溉，所以當局另闢四個灌溉水塘，為農民提供灌溉用水，上、下清潭水塘便是其二。上清潭水塘容量約10萬立方米，跟兩公里外的河背水塘約50萬立方米容量相差達五倍。